# Trofeo Zerneri Acciai 2016
Trofeo Zerneri Acciai 2016 – zawody lekkoatletyczne w wielobojach, które odbyły się 29 i 30 kwietnia we Florencji. Impreza była trzecią w cyklu IAAF Combined Events Challenge w sezonie 2016. 

## Rezultaty
| Konkurencja:           | 1. miejsce      | Rezultat  | 2. miejsce  | Rezultat  | 3. miejsce     | Rezultat  |
| Dziesięciobój mężczyzn | Lars Vikan Rise | 7868 pkt. | Martin Roe  | 7855 pkt. | Miller Moss    | 7712 pkt. |
| Siedmiobój kobiet      | Vanessa Spínola | 6100 pkt. | Portia Bing | 5987 pkt. | Sofia Ifandidu | 5953 pkt. |